# Mistrovství Evropy juniorů v ledním hokeji 1989
Mistrovství Evropy juniorů v ledním hokeji 1989 byl 22. ročník této soutěže. Turnaj hostilo od 2. do 10. dubna sovětské město Kyjev. Hráli na něm hokejisté narození v roce 1971 a mladší.

## Výsledky

### Základní skupiny
| Poř. | Tým     | TCH  | SWE  | GER  | NOR  | Z | V | R | P | Skóre | B |
| 1.   | ČSSR    | —    | 10:5 | 10:3 | 18:4 | 3 | 3 | 0 | 0 | 38:12 | 6 |
| 2.   | Švédsko | 5:10 | —    | 4:3  | 9:3  | 3 | 2 | 0 | 1 | 18:18 | 4 |
| 3.   | SRN     | 3:10 | 3:4  | —    | 6:4  | 3 | 1 | 0 | 2 | 12:18 | 2 |
| 4.   | Norsko  | 4:18 | 3:9  | 4:6  | —    | 3 | 0 | 0 | 3 | 11:33 | 0 |

| Poř. | Tým           | URS  | FIN  | SUI  | ROM  | Z | V | R | P | Skóre | B |
| 1.   | Sovětský svaz | —    | 4:2  | 13:2 | 15:0 | 3 | 3 | 0 | 0 | 32:4  | 6 |
| 2.   | Finsko        | 2:4  | —    | 17:0 | 8:0  | 3 | 2 | 0 | 1 | 27:4  | 4 |
| 3.   | Norsko        | 2:13 | 0:17 | —    | 9:2  | 3 | 1 | 0 | 2 | 11:32 | 2 |
| 4.   | Rumunsko      | 0:15 | 0:8  | 2:9  | —    | 3 | 0 | 0 | 3 | 2:32  | 0 |

### Finálová skupina
Vzájemné výsledky ze základních skupin se započetly postupujícím i do finálové. Umístění v této skupině bylo konečným výsledkem mužstev na turnaji.
| Poř. | Tým           | URS    | TCH    | FIN    | SWE    | GER    | SUI    | Z | V | R | P | Skóre | B  |
| 1.   | Sovětský svaz | —      | 2:0    | (4:2)  | 4:2    | 7:1    | (13:2) | 5 | 5 | 0 | 0 | 30:7  | 10 |
| 2.   | ČSSR          | 0:2    | —      | 4:3    | (10:5) | (10:3) | 19:1   | 5 | 4 | 0 | 1 | 43:14 | 8  |
| 3.   | Finsko        | (2:4)  | 3:4    | —      | 5:5    | 15:1   | (17:0) | 5 | 2 | 1 | 2 | 42:14 | 5  |
| 4.   | Švédsko       | 2:4    | (5:10) | 5:5    | —      | (4:3)  | 14:0   | 5 | 2 | 1 | 2 | 30:22 | 5  |
| 5.   | SRN           | 1:7    | (3:10) | 1:15   | (3:4)  | —      | 4:2    | 5 | 1 | 0 | 4 | 12:38 | 2  |
| 6.   | Švýcarsko     | (2:13) | 1:19   | (0:17) | 0:14   | 2:4    | —      | 5 | 0 | 0 | 5 | 5:67  | 0  |

### O 7. místo
Norsko –  Rumunsko 2:0 na zápasy (12:4 a 5:0)
 Rumunsko sestoupilo z elitní skupiny.

## Turnajová ocenění
|                            | Brankář         | Obránce        | Obránce           | Útočníci     | Útočníci       | Útočníci   |
| -------------------------- | --------------- | -------------- | ----------------- | ------------ | -------------- | ---------- |
| Ceny direktoriátu IIHF     | Sergej Tkačenko | Jiří Vykoukal  | Jiří Vykoukal     | Pavel Bure   | Pavel Bure     | Pavel Bure |
| All-Star Tým (podle médií) | Sergej Tkačenko | Mattias Olsson | Dmitrij Filimonov | Robert Holík | Robert Reichel | Pavel Bure |

### Produktivita
|                   | G  | A  | B  |
| ----------------- | -- | -- | -- |
| Robert Reichel    | 14 | 7  | 21 |
| Vesa Viitakoski   | 8  | 7  | 15 |
| Robert Holík      | 3  | 11 | 14 |
| Tommy Kiviaho     | 6  | 7  | 13 |
| Petteri Koskimäki | 5  | 8  | 13 |

## Mistři Evropy - SSSR
Brankáři: Sergej Tkačenko, Sergej Zvjagin

Obránci: Oleg Davydov, Dmitrij Filimonov, Dmitrij Juškevič, Boris Mironov, Dmitrij Motkov, Jevgeni Namestnikov, Vjačeslav Timčenko

Útočníci: Pavel Bure, Jan Kaminski, Valerij Karpov, Vjačeslav Kozlov, Alexej Kudašov, Oleg Petrov, Sergej Zolotov, Sergej Martiňuk, Vladimir Těrechov, Valentin Olevkij, Jegor Baškatov.

## Československá reprezentace
Brankáři : Roman Čechmánek, Marcel Kučera

Obránci: Jiří Vykoukal, Jiří Šlégr, Miloš Holaň, Jaroslav Modrý, Jiří Malinský, Tomáš Bološ, Ján Paška

Útočníci: Jaromír Jágr, Robert Reichel, Robert Holík, Branislav Jánoš, Martin Madový, Marián Uharček, Jaromír Kverka, Jaroslav Brabec, Petr Trávník, Radim Haupt, Pavel Vachovec.

## Nižší skupiny

### B skupina
Šampionát B skupiny se odehrál v Klagenfurtu ve Rakousku, postup na mistrovství Evropy juniorů 1990 si vybojovali Poláci. Naopak sestoupili Bulhaři
1.  Polsko

2.  Francie

3.  Rakousko

4.  Dánsko

5.  Nizozemí

6.  Itálie

7.  Jugoslávie

8.  Bulharsko

### C skupina
Šampionát C skupiny se odehrál v Puigcerdě ve Španělsku, vyhráli jej domácí.
1.  Španělsko

2.  Velká Británie

3.  Maďarsko